# Josep Masachs
Josep Masachs (* 4. Juli 1983 in Sant Antoni de Vilamajor) ist ein ehemaliger spanischer Handballspieler. Masachs wurde zumeist auf Rechtsaußen eingesetzt.

## Karriere
Der 1,81 m große und 85 kg schwere Linkshänder spielte bis 2006 beim spanischen Verein BM Granollers, ehe er für ein Jahr zu CB Ciudad de Logroño ging. Im Januar 2008 schloss er sich BM Ciudad Real an, musste das Team aber nach dem Gewinn der Meisterschaft, der Copa del Rey de Balonmano, der Copa ASOBAL und der EHF Champions League 2007/08 bereits wieder verlassen und unterschrieb bei SDC San Antonio. Da dieser Verein in finanzielle Schwierigkeiten geriet, zog er weiter zu Pilotes Posada. Auch diese Mannschaft verließ er nach nur einer Saison, in der er mit 183 Toren Torschützenkönig wurde, zu BM Aragón. Zur Saison 2012/13 kehrte er zum Nachfolger von Ciudad Real, BM Atlético Madrid, zurück und gewann den Super Globe 2012 und die Copa del Rey de Balonmano 2013. Nach dem Rückzug Madrids im Sommer 2013 wechselte er erneut zu CB Ciudad de Logroño. Nach der Vizemeisterschaft 2014 verließ er den Verein und schloss sich dem rumänischen Verein Știința Dedeman Bacău an.
Josep Masachs lief einmal für die spanische A-Nationalmannschaft auf, allerdings in einem Spiel gegen die spanische Juniorennationalmannschaft am 13. Juni 2003. Er bestritt fünf Junioren-Länderspiele, in denen er sieben Tore erzielte.